# Élie Chouraqui
Élie Chouraqui (3 de juliol del 1950, París) és un escriptor, director, productor i guionista franco-israelià.
Després d'una carrera prometedora d'esportista fa el seu debut al cinema als anys 1970 com assistent de Claude Lelouch. Va realitzar les comèdies Paroles et musique, Qu'est-ce qui fait courir David ?, Les Marmottes, el thriller Man on Fire, el road movie Miss Missouri i drames com ara Mon premier amour, Les flors d'en Harrison, Ô Jérusalem. Va col·laborar sovint amb Anouk Aimée.

## Biografia
Elie Chouraqui va néixer al 19è districte de París com fill dels negociants en vi Yvette Benhamou i Jacques Chouraqui, jueus d'origen algerià que van tenir quatre fills. Res no presagiava una carrera artística.
Va estudiar les humanitats clàssiques, el dret, però ràpidament va abandonar el barri universitari del Quartier Latin que troba un ambit obtús que seria «angoixant, tancat, que dona només esperança a aquelles persones els pares de les quals s'havien trobat als mateixos bancs».
Des de jove, el volei va ser la seva primera passió. Després del servei militar esdevé «per accident» jugador internacional de voleibol i capità de l'èquip de França amb qui va participar més de 112 vegades en la Copa d'Europa i els Campionats del Món a les temporades de 1969 i 1970.
El 1971 es troba com assistent amb Claude Lelouch durant el rodatge de Smic, Smac, Smoc a La Ciutat i descobreix la seva vocació cinematogràfica. Es troba davant el dilema esport o cinema, com que les dues carreres no es poden combinar. Finalment opta pel cinema. Considera Lelouch com son pare espiritual.